# Daniël van Dopff

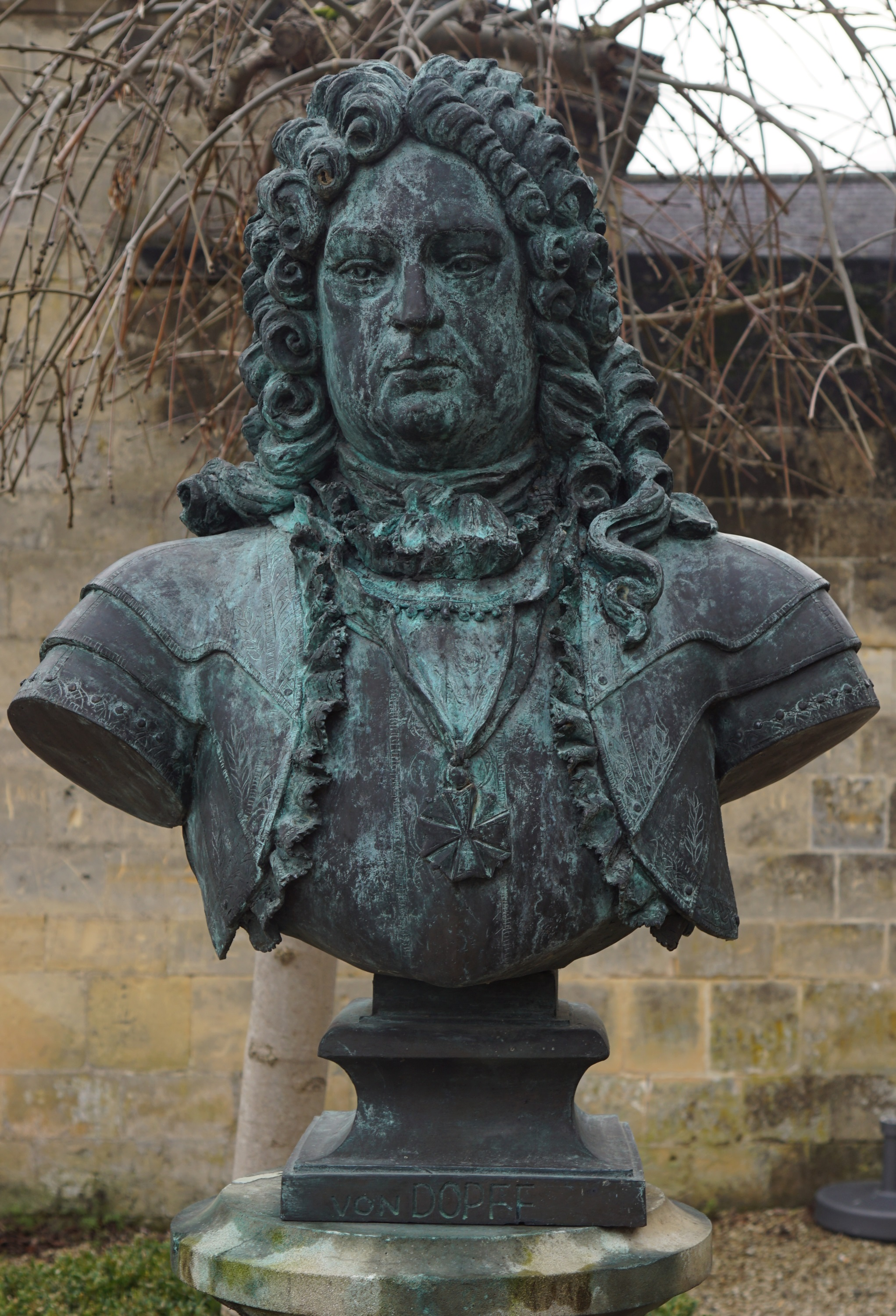
Borstbeeld door Alexander Taratynov (2000).

Daniël Wolfgang ("Wolf") baron Van Dopff (Hanau, 10 januari 1650 - Maastricht, 15 april 1718) was een vooraanstaand militair in de Republiek der Zeven Verenigde Nederlanden. Hij was onder andere generaal van de cavalerie van de Staatse troepen en later commandant en gouverneur van de vesting Maastricht.

## Levensloop
Daniël Wolfgang Dopff was afkomstig uit een niet-adellijke familie uit Hessen. Zijn vader was in dienst als schout en tolheffer van het graafschap Hanau-Münzenberg. Daniël volgde in Hanau een schoolopleiding aan het grafelijke gymnasium illustre, een school op calvinistische grondslag. Al op jonge leeftijd opteerde hij voor een militaire loopbaan.
Op 16-jarige leeftijd trad hij in dienst van het grafelijke leger. Later stapte hij over naar het leger van keurvorst Frederik Willem I van Brandenburg. In het rampjaar 1672 vocht hij aan de zijde van de Staten-Generaal tegen de Franse legers. Voor zijn dapperheid werd hij onderscheiden met een Brandenburgse ridderorde, de Ordre de la Générosité. De zwarte, achtpuntige ster uit deze orde zou Van Dopff later in zijn familiewapen opnemen. De militaire carrière van Van Dopff verliep daarna voorspoedig. In 1675 kreeg hij de rang van ingenieur-fortificatiemeester; in 1679 was hij in het regiment Van Sijpesteyn al ordinaris-ingenieur, een van de hoogste rangen van militair ingenieur.
In 1683 voegde Van Dopff zich onder het bevel van graaf George Frederik van Waldeck-Eisenberg bij de troepen van keizer Leopold I, die het Beleg van Wenen door de Turken wisten op te heffen. Op 17 oktober 1685 verleende de keizer hem hiervoor de adellijke titel Reichsfreiherr (baron), waardoor hij het woordje 'von' c.q. 'van' mocht toevoegen aan zijn naam. De graaf van Waldeck zou zich ontpoppen als een langjarige beschermheer. 
Vier jaar eerder was Van Waldeck op 30 januari 1679 in Staatse dienst benoemd was tot gouverneur van de vesting Maastricht. De stad was na de Hollandse Oorlog (1672-1679) bij de Vrede van Nijmegen door de Fransen na een vijfjarige bezetting (1673-1678) teruggegeven aan de Republiek der Zeven Verenigde Nederlanden. Van Waldeck benoemde Van Dopff tot zijn kamerheer. Waarschijnlijk bezocht deze daarna Maastricht met een zekere regelmaat. Bijna tien jaar later, in 1688, kreeg Van Dopff als vestingbouwkundige de leiding over een door hem voorgestelde uitbreiding van de Maastrichtse vestingwerken, deels volgens eerdere plannen van de Franse vestingbouwkundige Vauban.
Tussen 1688 en 1690 liet Van Dopff aan de zuidwestzijde van Maastricht vier nieuwe bastions aanleggen om de stad beter te beschermen tegen een eventuele aanval door de Fransen, dan verwikkeld in de Negenjarige Oorlog (1688-1697). Na het overlijden van Van Waldeck (1692) bleef Van Dopff in Maastricht en werd door de nieuwe gouverneur Johan Adolf van Sleeswijk-Holstein-Sonderburg-Plön in 1694 zelfs bevorderd tot commandant der vesting. Van 1701-02 kwam onder leiding van Van Dopff het Fort Sint Pieter op de noordelijke flank van de Sint-Pietersberg tot stand.
Na het overlijden van de hertog van Sleeswijk-Holstein in 1704 was Van Dopff bijna tien jaar waarnemend gouverneur. In 1708 ondersteunde hij tijdens de Spaanse Successieoorlog (1702-1713) namens de Republiek de prins van Savoye en de hertog van Marlborough in de Slag bij Oudenaarde en in 1709 in de Slag bij Malplaquet. In 1712 was Maastricht de uitvalsbasis van een grote troepenmacht onder leiding van de prins van Savoye, die de Fransen definitief terug moest dringen. Van Dopff werd, samen met twee anderen, op verkenning uitgezonden en wist door vijandelijk gebied bijna Parijs te bereiken. De vredesonderhandeling maakten een voortijdig einde aan deze expeditie. Pas in 1713, na de Vrede van Utrecht, werd Van Dopff officieel benoemd tot militair gouverneur van Maastricht. Dat hij zo lang op deze benoeming moest wachten, had mogelijk te maken met zijn niet-adellijke afkomst (zijn voorgangers waren allen hoogadellijk geboren). De Vrede van Utrecht en de benoeming van baron van Dopff werden in Maastricht gevierd met een groots vuurwerk op het Sint-Antoniuseiland.
Na zijn benoeming moest Van Dopff bij de Luikse prins-bisschop Jozef Clemens van Beieren de eed van trouw afleggen. Deze was immers naast de Staatse Republiek medeheer van Maastricht. De bisschop kon hem echter pas in 1715 ontvangen en weigerde toen zijn aandeel in de kosten van het onderhoud van de vesting te dragen, waarmee een einde kwam aan dit prins-bisschoppelijk ceremonieel. 
In 1717 ontving Van Dopff de Russische tsaar Peter de Grote op zijn buitenverblijf Chateau Neercanne. De tsaar bezocht onder andere het door Van Dopff gebouwde Fort Sint Pieter en de mergelgangen onder de Sint-Pietersberg. Volgens de overlevering vatte Van Dopff bij die gelegenheid een zware verkoudheid, omdat volgens het protocol niemand in aanwezigheid van de Russische vorst een hoofddeksel mocht dragen.
Van Dopff overleed op 15 april 1718 en werd op 1 mei in het koor van de Sint-Janskerk begraven.

## Nalatenschap
Van baron van Dopff is een contemporaine gravure bewaard gebleven, die zich in de collectie van het Regionaal Historisch Centrum Limburg te Maastricht bevindt. Een postuum geschilderd portret van Van Dopff als gouverneur van Maastricht werd omstreeks 1760 geschilderd door Johann Valentin Tischbein. Het meer dan levensgrote olieverfschilderij (261 x 128 cm) hing tot 1798 in het gouvernementspaleis, waarna het door de laatste gouverneur, Frederik van Hessen-Kassel, werd opgeëist ter compensatie van zijn aan de Fransen verloren bezittingen. Tegenwoordig hangt het met tien andere Maastrichtse gouverneursportretten in het Slot Fasanerie in Fulda.
Aan Van Dopff herinnert in Maastricht onder andere het bastion Waldeck in het Waldeckpark, dat als enige van de vier door hem ontworpen en gebouwde bastions behouden bleef. Het bastion is genoemd naar Van Dopffs beschermheer, de graaf van Waldeck, en is later diverse malen aangepast. Ook het bekende Fort Sint Pieter kwam door toedoen van baron van Dopff tot stand. Hij trok lering uit het succesvolle beleg door de Franse koning Lodewijk XIV, die in 1673 in slechts dertien dagen de stad veroverde. Belangrijkste factor hierbij was de kwetsbaarheid van de Tongerse Poort, beschoten door Franse artillerie vanaf de onverdedigde Sint-Pietersberg. Het imposante bouwwerk kwam in slechts zes maanden gereed en is tussen 2006 en 2012 ingrijpend gerestaureerd.
Van Dopff was verder de bouwheer van het Kasteel Neercanne, het buitenhuis dat hij na zijn benoeming tot commandant van de vesting liet optrekken nabij het dorp Kanne in het Jekerdal. Van Dopff liet ter plekke het oude kasteel Agimont grotendeels slopen en bouwde daarop een lustslot in de stijl van het Hollands classicisme, naar het voorbeeld van het door Pieter Post ontworpen Johannieterslot Sonnenburg bij Słońsk (nu Polen).   Van Dopff schonk ook geld voor de restauratie en verfraaiing van de aanpalende Heilig Grafkapel in Kanne.
In 1709 kocht Van Dopff het Kasteel Ruyff in Hendrik-Kapelle, maar het is niet bekend of hij er iets aan verbouwde of toevoegde. In 1716 verkocht hij dit kasteel weer. Omstreeks dezelfde tijd kocht hij het landgoed Hartelstein bij Itteren, dat hij aan zijn zoon Frederik Karel naliet.

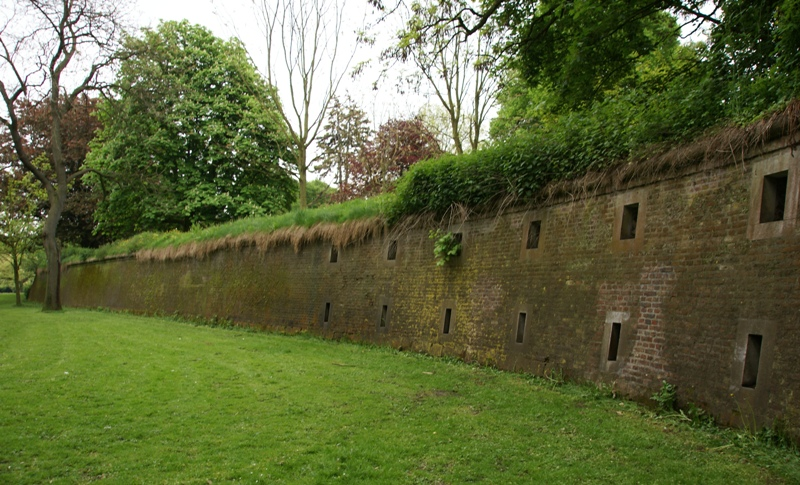
Waldeckbastion
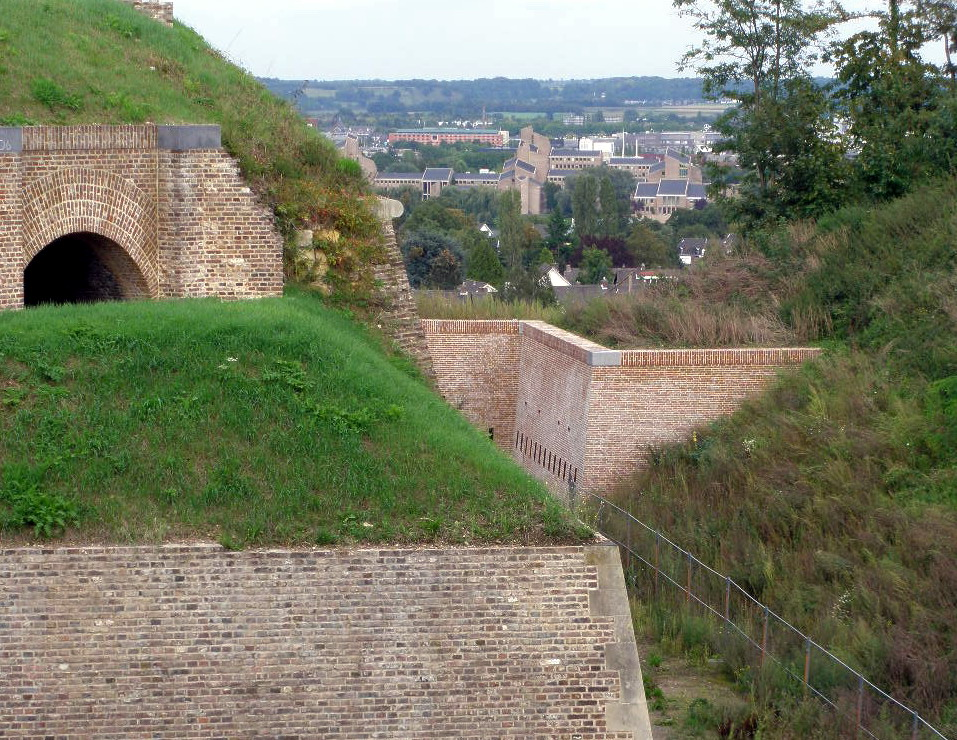
Fort Sint Pieter
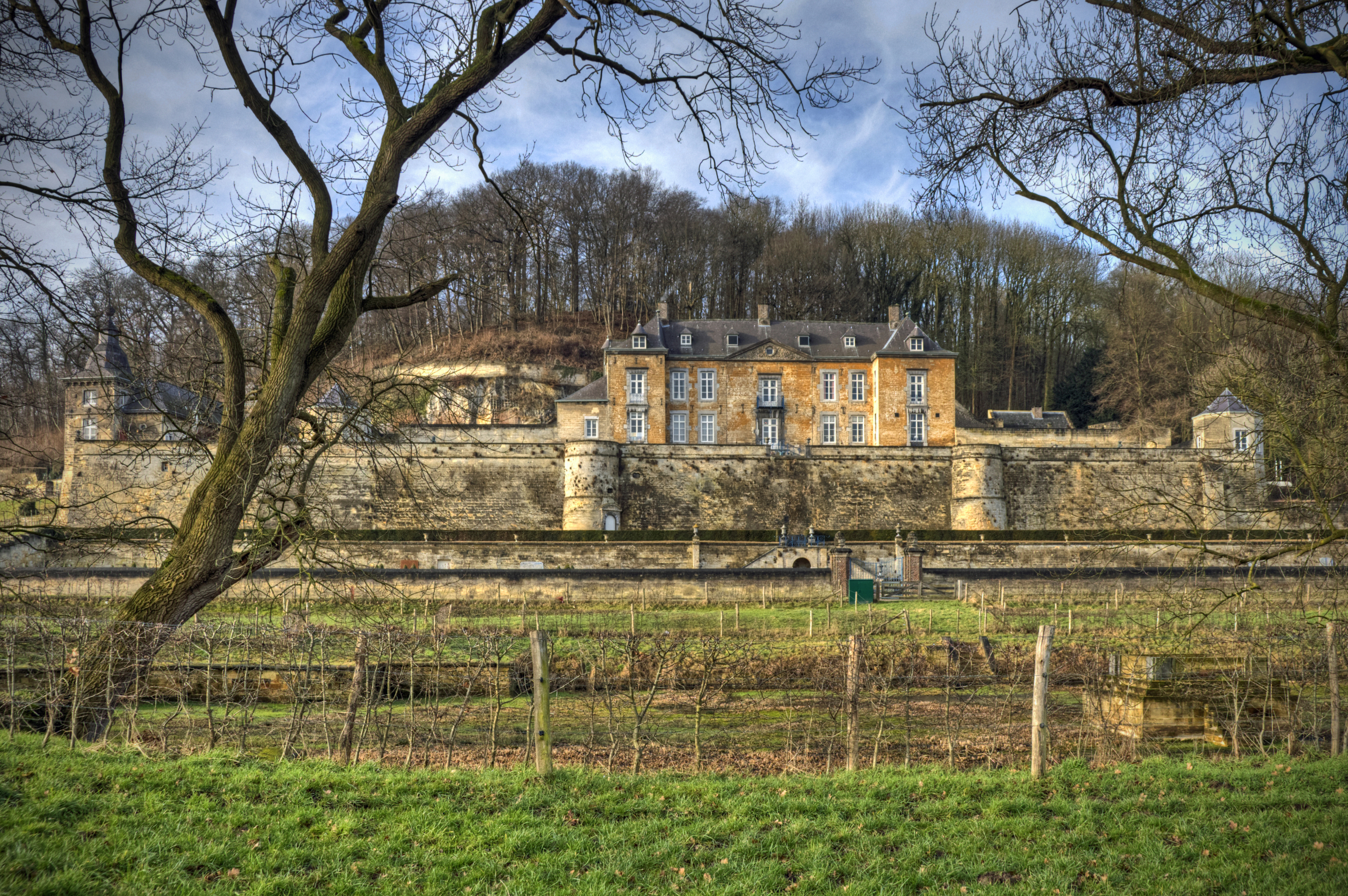
Kasteel Neercanne
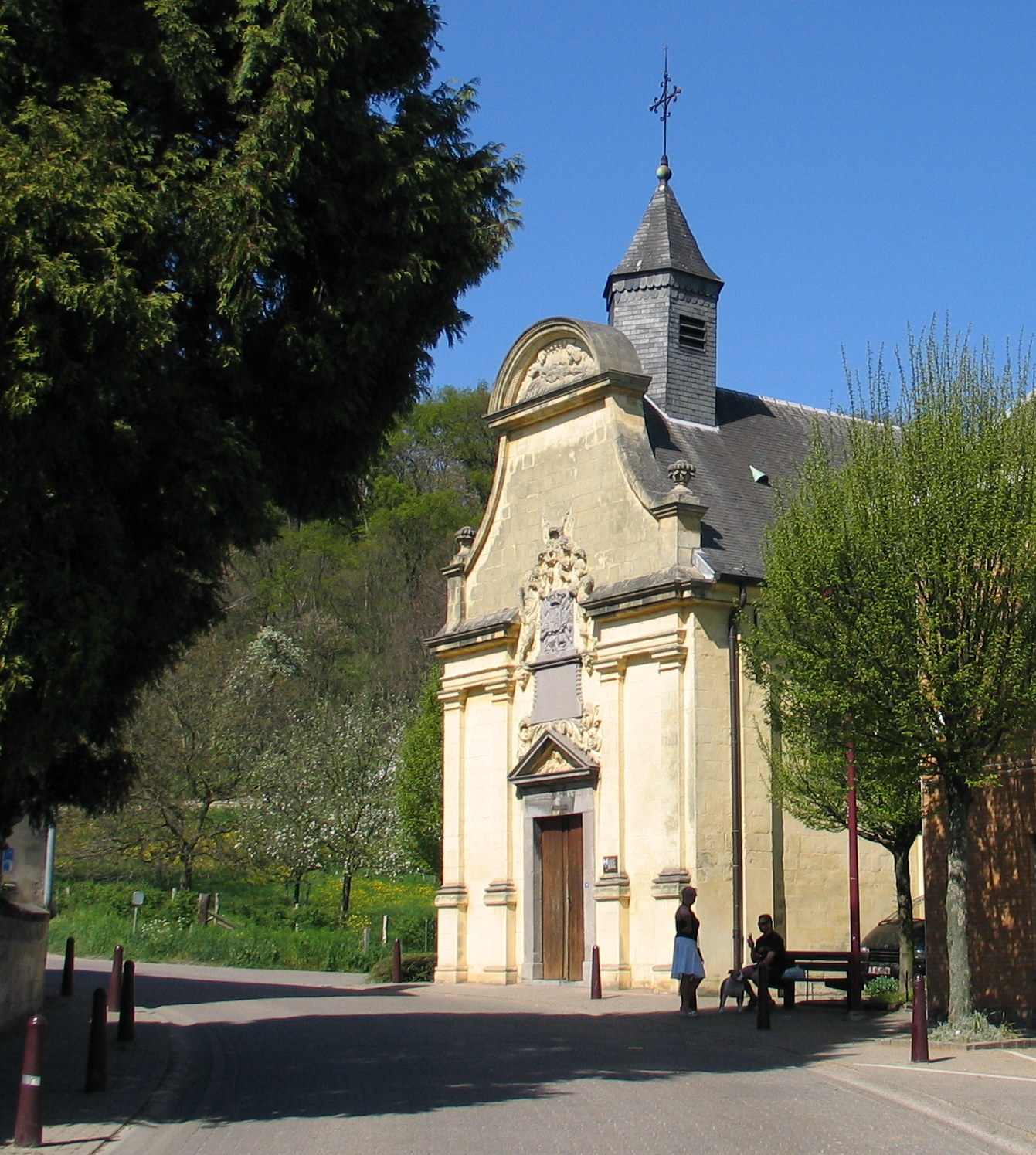
Heilig Grafkapel, Kanne

- Gemeinsame Normdatei: 130829005
- International Standard Name Identifier: 0000 0000 1683 166X
- Nederlandse Thesaurus van Auteursnamen: 073861790
- RKD-Nederlands Instituut voor Kunstgeschiedenis: 468096
- Virtual International Authority File: 52802937
- WorldCat: E39PBJkhHhtvCyGhkr39GQ6dwC